# Hey, Porter
Hey, Porter – jedna z dwóch pierwszych piosenek nagranych przez Johnny’ego Casha w maju 1955 w Memphis dla wytwórni Sun Records, jej producentem i reżyserem nagrania był Sam Phillips. Wraz z „Cry Cry Cry” Hey Porter znalazł się na pierwszym singlu wydanym w 1955 roku.
W biograficznym filmie o Cashu Spacer po linie można usłyszeć ten utwór w wykonaniu Joaquina Phoeniksa, ale nie został on umieszczony na płycie ze ścieżką dźwiękową tego filmu.